# El séptimo cielo (película)
El séptimo cielo (título original en inglés: 7th Heaven) es una película muda estadounidense de 1927 de los géneros drama y romance dirigida por Frank Borzage y protagonizada por Janet Gaynor y Charles Farrell. Está basada en la obra de teatro de 1922 El séptimo cielo, de Austin Strong, y fue adaptada para la pantalla por Benjamin Glazer. El séptimo cielo fue lanzada inicialmente como una película muda estándar en mayo de 1927. El 10 de septiembre de 1927, Fox Film Corporation relanzó la película con una banda sonora sincronizada de Movietone con una partitura musical y efectos de sonido.
Tras su lanzamiento, El séptimo cielo fue un éxito crítico y comercial y ayudó a establecer a Fox Film Corporation como un gran estudio. Fue una de las primeras de tres películas en ser nominada para el Premio de la Academia a la Mejor Película (entonces llamada "Película Sobresaliente") en su 1.ª ceremonia, celebrada el 16 de mayo de 1929. Janet Gaynor ganó el primer Premio de la Academia a la Mejor Actriz por su actuación en la película (también ganó por sus actuaciones en Sunrise: A Song of Two Humans de 1927 y Street Angel de 1928). El director Frank Borzage también ganó el primer Premio de la Academia al mejor director, mientras que el guionista Benjamin Glazer ganó el primer Premio de la Academia al mejor guion adaptado.
En 1995, la película fue seleccionada por la Biblioteca del Congreso de Estados Unidos para su conservación en el National Film Registry por ser "cultural, histórica o estéticamente significativa".

## Sinopsis
Chico (Charles Farrell) trabaja limpiando las alcantarillas de París, soñando con ser ascendido y poder barrer las calles. Lamentándose de su destino, niega la existencia de Dios con el pretexto de su condición actual, lo que es escuchado por el padre Chevillon (Émile Chautard), quien al escuchar su queja, le regala dos medallas religiosas y le ofrece el trabajo de barrendero con el que sueña. Cerca de donde trabaja, vive Diane, una prostituta que vive en la miseria junto a su hermana Nana (Gladys Brockwell), la cual la golpea constantemente para que le dé dinero y satisfaga su alcoholismo. Después de que sus tíos aristócratas les ofrezcan una vida mejor si declaran que jamás han tenido una vida inmoral, Diane reconoce su vida de prostitución y los tíos las abandonan. Nana procede a golpear y dejar inconsciente a Diane, hasta que es salvada por Chico.
Chico se apiada de Diane, y después de que la policía venga a arrestarla, la hace pasar por su esposa. Para dar fe de su situación con la policía, Chico se lleva a Diane a su departamento, ubicado en el séptimo piso de un edificio. Al llegar, Diane cree que está en el cielo.
Lentamente, Chico comienza a enamorarse de Diane y le compra un vestido de novia, que comprende la realidad de sus sentimientos. Sin embargo, el mismo día la Primera Guerra Mundial estalla, y los separa. Antes de irse, Chico y Diane se casan en el departamento, en una ceremonia informal y solo de valor simbólico. Cada uno guarda una de las medallas del padre Chevillon, prometiendo pensar en su unión cada vez que sean las once de la mañana.
Pasan los meses, Chico pelea en el frente, mientras la ciudad se salva de una emboscada en la Primera batalla del Marne y Diane trabaja en París en una fábrica de municiones. El coronel Brissac (Ben Bard) viene regularmente a cortejarla, pero ella permanece sorda a sus avances, en la euforia ideal de su unión sellada por las dos medallas religiosas.
Una mañana, Brissac llama a su puerta para anunciar la muerte de Chico en el campo de batalla, pero ella se niega a creer, hasta que el padre Chevillon, que se encuentra en la guerra como capellán castrense, trae la medalla de Chico. Tomada por la duda, ella cuestiona sus creencias hasta que Chico aparece en el apartamento. Se ha vuelto ciego producto de sus heridas, pero le da gloria en su fe a Dios por haber encontrado su amor en su paraíso de su «séptimo cielo».

## Reparto
- Janet Gaynor - Diane
- Charles Farrell - Chico
- Ben Bard - Coronel Brissac
- Albert Gran - Boul
- David Butler - Gobin
- Marie Mosquini - Madame Gobin
- Gladys Brockwell - Nana
- Émile Chautard - Padre Chevillon
- Jessie Haslett - Tía Valentine
- Brandon Hurst - Tío George
- George E. Stone - "Rata de alcantarilla"
- Lillian West - Arlette

## Producción

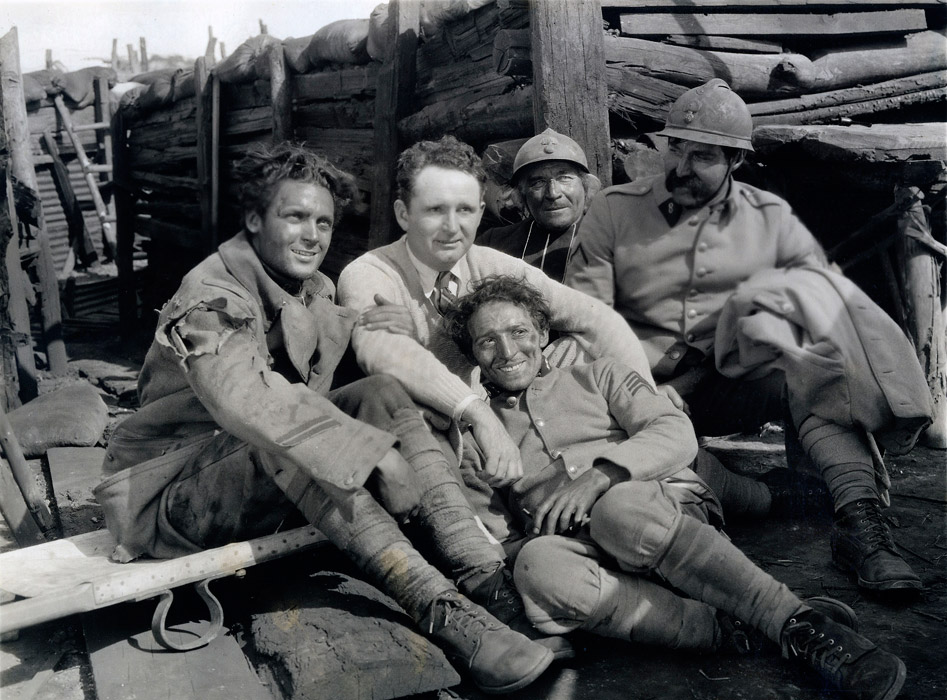
Al centro, el director Frank Borzage, junto con Charles Farrell, George E. Stone, Émile Chautard y David Butler en una de las trincheras construidas para la película.

La obra de Broadway en la que se basa la película, protagonizada por George Gaul y Helen Menken, se presentó en el Teatro Booth en 704 actuaciones. Cuando la obra fue adaptada para la pantalla, Janet Gaynor y Charles Farrell fueron elegidos para los papeles principales. La pareja resultó ser tan popular, que los dos pasaron a protagonizar once películas más y fueron apodados "los pájaros de amor favoritos de América".
El séptimo cielo presenta la canción "Diane" de Ernö Rapée y Lew Pollack, quienes escribieron la canción específicamente para la película. La canción está incluida en la versión relanzada de la película.

## Estreno y recepción

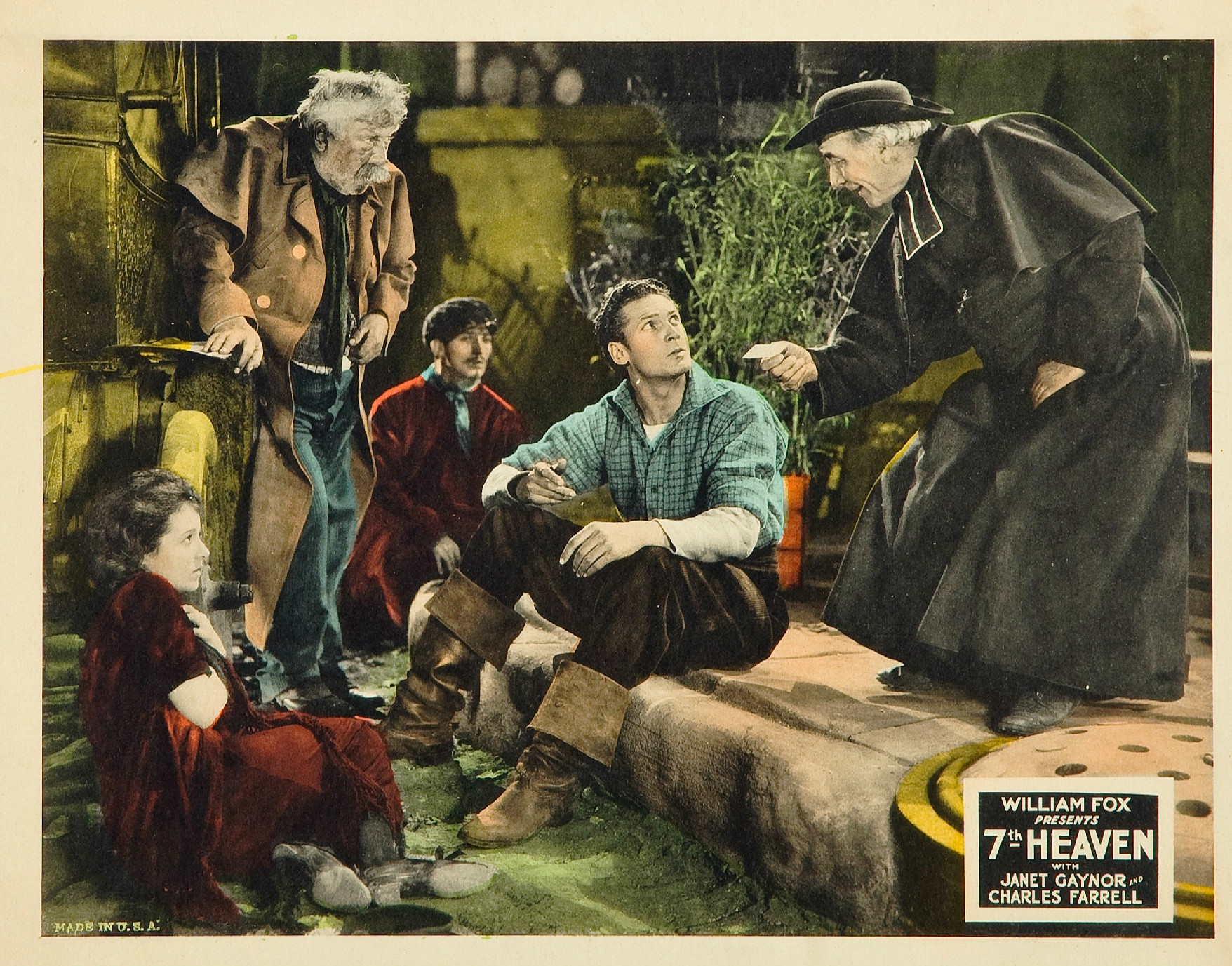
El Padre Chevillon le ofrece a Chico el trabajo de barrendero, luego de salvar a Diane, quien aparece junto a la rueda del automóvil.
Cartel de la película, coloreado.

El séptimo cielo se estrenó inicialmente en el Carthay Circle Theatre en Los Ángeles reemplazando a otro melodrama de Fox, What Price Glory?, que se estaba reproduciendo desde noviembre de 1926. Se realizó un segundo estreno en el Teatro Sam H. Harris en la ciudad de Nueva York el 25 de mayo. Ambos estrenos obtuvieron un total de US$14.500. Una serie de cortometrajes de Movietone presentando a Ben Bernie y su orquesta, Gertrude Lawrence, Raquel Meller, y Chic Sale precedieron a la película.
Tras su lanzamiento, El séptimo cielo fue un éxito crítico y comercial. El crítico de The New York Times declaró que la película "capta su interés desde el principio y, aunque el final es melodramático, se alegra de que el simpático pero satisfecho Chico vuelva a su corazón roto Diane". El crítico también elogió la dirección de Borzage, afirmando que el director "ha dado todo lo que pudo poner en el medio de la cámara".(Holston, 2012, p. 56) La película fue exhibida durante 19 semanas en la ciudad de Nueva York y durante 22 semanas en Los Ángeles.
Debido al éxito de la película y al éxito de otras películas de Fox con elementos de sonido (Amanecer y What Price Glory?), el estudio relanzó El séptimo cielo con una banda sonora sincronizada de Movietone, incluyendo una partitura musical arreglada por Ernö Rapée junto con efectos de sonido. La versión relanzada se estrenó en el Roxy Theatre de Nueva York el 10 de septiembre de 1927.
En 1932, El séptimo cielo se había convertido en el 13.ª película estadounidense más taquillera, ganando más de $2,5 millones en taquilla.

### Reconocimientos
El 16 de mayo de 1929, la 1.ª ceremonia de entrega de los Premios de la Academia se llevó a cabo en el Hollywood Roosevelt Hotel en Hollywood para honrar los logros cinematográficos sobresalientes de los años 1927 y 1928. El séptimo cielo fue nominada en cinco categorías, ganando finalmente en tres.
| Año       | Categoría               | Nominado                        | Resultado |
| --------- | ----------------------- | ------------------------------- | --------- |
| 1927-1928 | Película sobresaliente  | Fox Film Corporation            | Nominada  |
| 1927-1928 | Mejor director - Drama  | Frank Borzage                   | Ganador   |
| 1927-1928 | Mejor actriz            | Janet Gaynor                    | Ganadora  |
| 1927-1928 | Mejor guion adaptado    | Benjamin Glazer                 | Ganador   |
| 1927-1928 | Mejor dirección de arte | Harry Oliver (director de arte) | Nominado  |

En 1928, Borzage recibió el Premio a Mejor película extranjera en los Premios Kinema Junpo de Japón, y en los Premios Photoplay, William Fox recibió la Medalla de Honor por la producción de la película.[cita requerida]

## Versiones y adaptaciones
Una versión, comparativamente más desconocida, de 1937 fue producida como un largometraje sonoro, protagonizado por Simone Simon, James Stewart, Jean Hersholt y Gregory Ratoff, bajo la dirección de Henry King. A diferencia de la versión de 1927, la nueva versión sonora no tuvo tanto éxito financiero.
El 17 de octubre de 1938, una adaptación radial se emitió en el Lux Radio Theatre, protagonizada por Don Ameche como Chico y Jean Arthur como Diane. Una adaptación de televisión se emitió el 26 de octubre de 1953, en la serie antológica Broadway Television Theatre. El episodio fue protagonizado por Hurd Hatfield y Geraldine Brooks y dirigido por Robert St. Aubrey. Entre el 26 de mayo y el 2 de julio de 1955, una versión musical de la película se estrenó en el Teatro ANTA, protagonizada por Gloria De Haven y Ricardo Montalbán, y representada 44 veces.

## En la cultura popular
La película Street Angel de 1937 del escritor y escritor chino Yuan Muzhi ha sido citada como influenciada por elementos de El séptimo cielo y Street Angel (1928), también dirigida por Borzage.
El póster de la película se muestra en la pared del alojamiento del estudiante Watanabe en la película más antigua que ha sobrevivido del director japonés Yasujirō Ozu, Gakusei romance: Wakaki hi de 1929.
El cineasta Damien Chazelle dijo que el final de su musical La La Land de 2016 se inspiró en el final de El séptimo cielo.